# Amolops formosus
Amolops formosus és una espècie de granota de la família dels rànids. Viu a altituds d'entre 1.000 i 2.500 msnm a Bangladesh, l'Índia, el Nepal i, possiblement, Bhutan i la Xina. El seu hàbitat natural són els rierols que travessen els boscos tropicals perennifolis i la vegetació adjacent. És una espècie en risc mínim, és a dir, no sembla que hi hagi cap amenaça significativa per a la seva supervivència.